# Rota Blanck

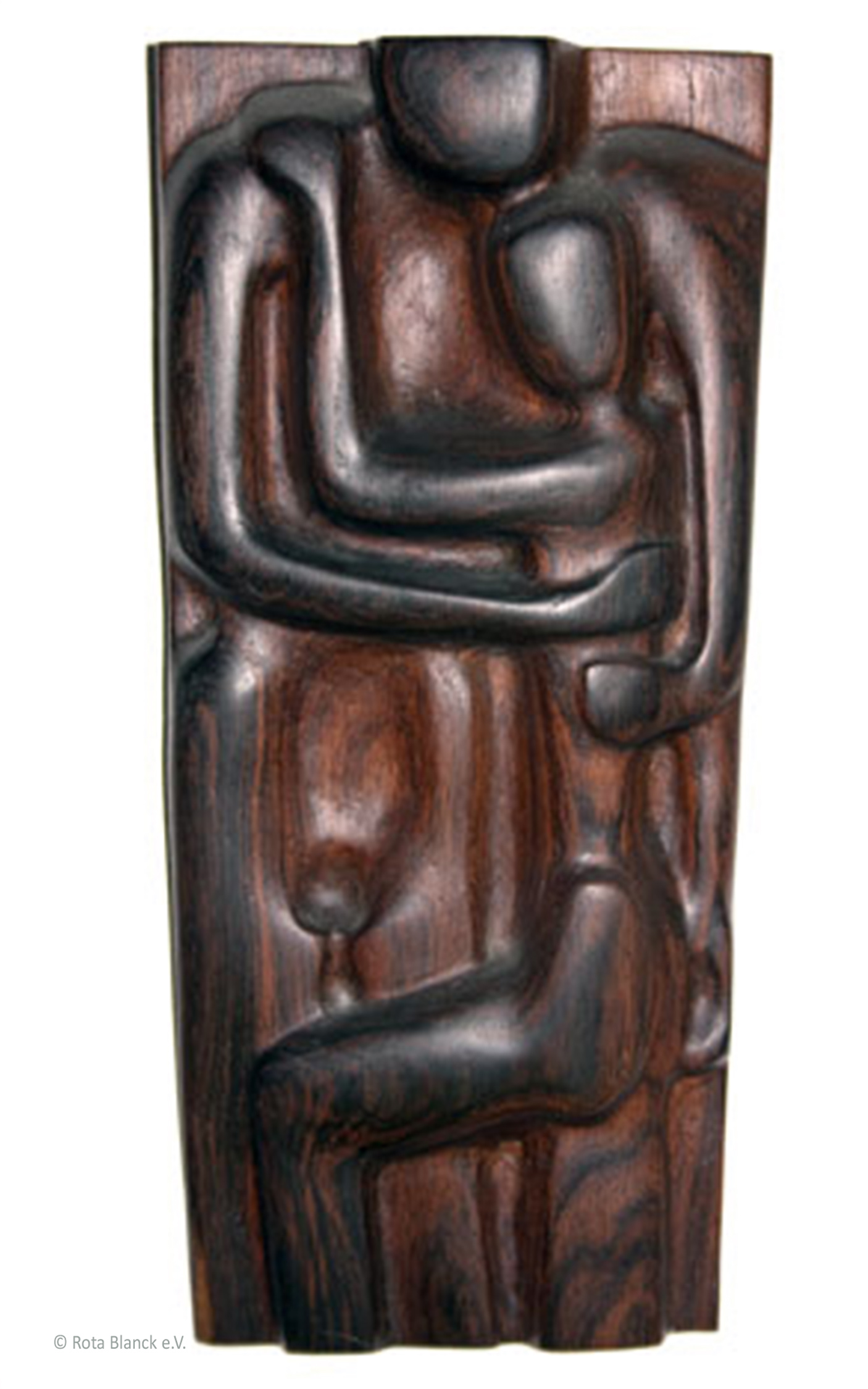
Relief

Rota Blanck (Roswitha Blanck) (* 20. Juni 1940 in Wolfenbüttel; † 4. Dezember 2011 in Bonn) war eine bildende Künstlerin.

## Leben
Roswitha Blanck ward am 20. Juni 1940 als Tochter des Architekten Eberhard Blanck und Gertraud Blanck in Wolfenbüttel geboren.
1954 zog die Familie nach Kleve. Da sie im Anschluss an ihre Schulausbildung keine für sie geeignete Töpferlehrstelle fand, lernte sie Druckgestaltung und Musterentwurf an der  Staatlichen Ingenieurschule für Textilwesen (TIS*) in Krefeld. Die TIS ist 1971 in der Hochschule Niederrhein aufgegangen. 1961 ermöglicht ihr ein Leistungsstipendium der TIS einen zweimonatigen Studienaufenthalt in Paris. Während dieses Aufenthaltes beschloss sie, Bildhauerin zu werden. In der Zeit der frühen 1960er Jahre war das Einschlagen einer künstlerischen Laufbahn für Frauen außergewöhnlich.
Zurück am Niederrhein schloss Rota Blanck ihre Ausbildung zur Musterzeichnerin als Jahrgangsbeste ab und ging von 1960 bis 1963 beim Bildhauer Alfred Sabisch (einem Freund ihres Vaters und Mitglied der Rheinischen Sezession) in Kalkar in die Lehre. 1963 verließ sie ihr gewohntes Umfeld und verbrachte einige Monate bei Wil Frenken im Burgenland, um ihren Blick vom Gewohnten wegzulenken und Neues in sich aufnehmen zu können. Nach erfolgreicher Bewerbung auf einen Studienplatz studierte Rota Blanck von 1963 bis 1967 an der Universität der Künste Berlin Bildhauerei bei Paul Dierkes. Im Jahr 1964 heiratete sie Werner Treuheit, 1966 wurde Tochter Linna geboren. 1968 zog die kleine Familie nach Siegburg ins Rheinland, wo 1969 die zweite Tochter Johanne geboren wurde.

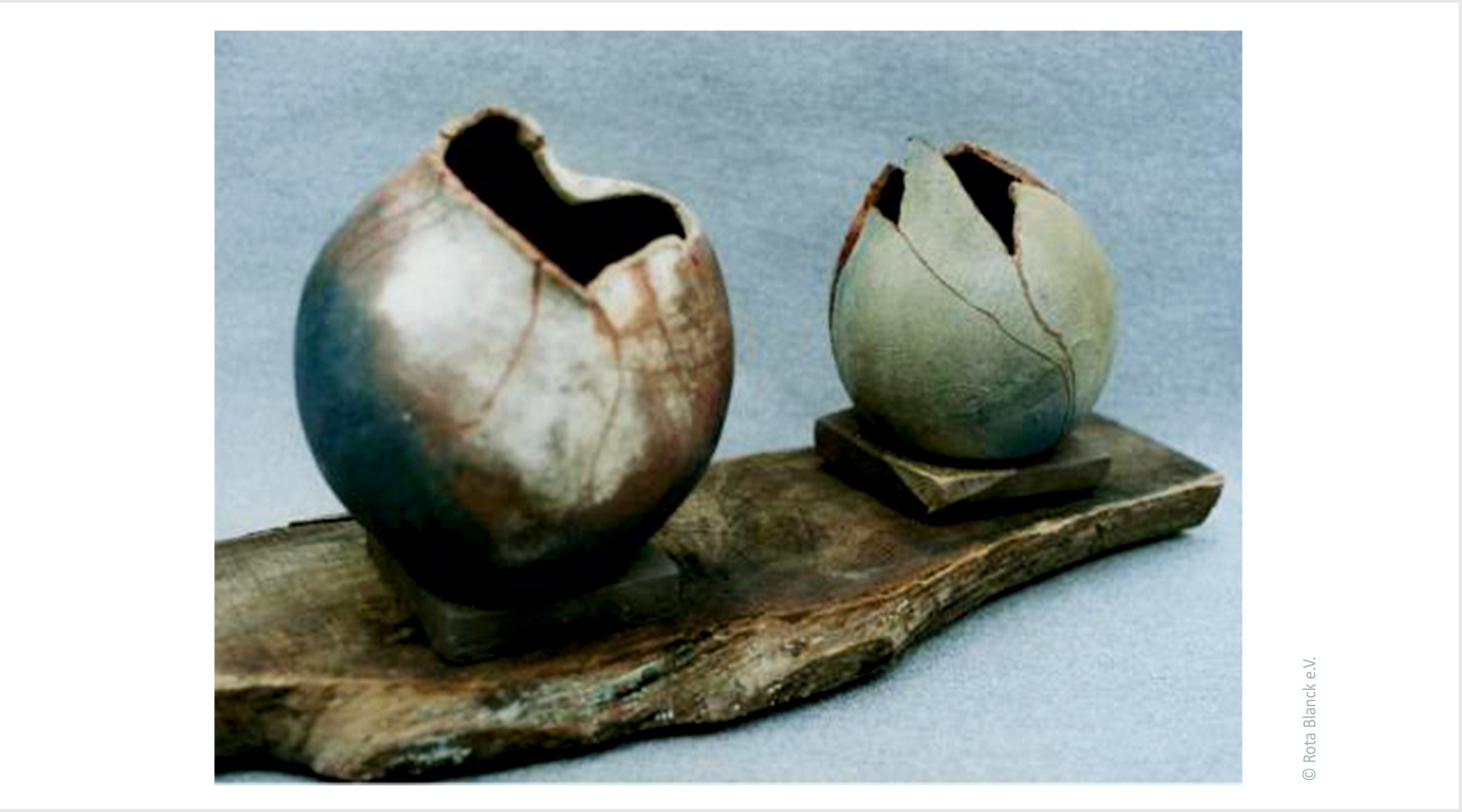
Keramik Ohne Titel

Rota Blanck gehörte zu einer Künstlerinnengeneration, die eine Karriere in der Öffentlichkeit zugunsten ihrer familiären Aufgaben zurückstellte. Ihre künstlerische Entwicklung und ihr künstlerischer Ausdruck fanden aber auch weiterhin einen festen Platz in ihrem Leben. Ab 1969 im Westerwald fertigt sie verschiedenste Arbeiten in Holz, Stein und Bronze. Ab 1980 setzt eine künstlerische Phase ein, in der sie sich besonders intensiv mit Keramik beschäftigt.
Nach ihrer Scheidung im Jahr 1984 begann sie 1986 mit der Neueinrichtung von Wohn- und Arbeitsräumen in Asbach-Rauenhahn. Dort widmete sie sich zunächst der Keramik, mit dem Ziel, sich nach ihrer Scheidung zügig eine neue Existenz aufzubauen. Obwohl sie sich später auch mit anderen Materialien wie Holz, Stein und Metallen und größeren Objekten beschäftigte, arbeitete sie weiterhin mit Keramik, die sie meist in Verbindung mit Holz einsetzt. Ihre Intention war es stets, bei der Bearbeitung der Materialien deren archetypischen Materialeigenschaften hervorzuheben und geeignete Synthesen zu erschaffen.
Im Laufe der Zeit entwickelte Blanck ihren Stil weiter, hin zur materialübergreifenden Malerei. Ab 1989 verschob sich Rota Blancks Arbeitsschwerpunkt hin zur Bildhauerei und sie befreundete sich mit dem Künstler Otto Louis (Rudolf Müller). In dieser Beziehung fand sie den direkten künstlerischen Austausch in ihrem unmittelbaren Umfeld. Louis setzte sich künstlerisch mit dem Verhältnis von Körper und Raum auseinander und arbeitet viel in Metall. Die künstlerische Auseinandersetzung setzte auch Impulse in Blancks Werk, von dieser Zeit an verwendete sie häufiger Metall in ihren Arbeiten. Es entstanden auch einige gemeinsame Werke. Die Verwendung dieses Materials ging nach dem Tod von Otto Louis 2006 und dem damit einhergehenden Verlust des Lebens- und künstlerischen Partners wieder zurück.
Im Dezember 2011 verstarb die Künstlerin im Alter von 71 Jahren in Folge eines Schlaganfalls. 2013 wurde der Verein Rota Blanck e.V. gegründet, der sich der Bekanntmachung des Werkes von Rota Blanck widmet.

## Wirken
Aufgewachsen in den 1940er/50er Jahren war sie mit den Rollenbildern der damaligen Zeit konfrontiert. Nach künstlerischer Ausbildung und Studium stellte sie ihr Schaffen hinter die Bedürfnisse ihrer Familie zurück, folgte aber ihrem Schaffensdurst unbeachtet von der Öffentlichkeit weiter.
Es reizte sie besonders, Gegensätze wie Ruhe und Bewegung, kraftvolle Lebensfreude und Tod darzustellen. Die Themen fand Rota Blanck in ihrer direkten Umgebung, sie arbeitete gern mit Holz, Stein und auch in Metall. Bildhauerische Techniken, wie das Schlagen von Holz und Stein, gehörten ebenso zu ihrem Repertoire, wie Arbeiten in Ton, auf Leinwand und Papier sowie Material übergreifende Techniken. Besonderen Wert legte sie auf Materialgerechtigkeit.
Nach ihrem Tod im Jahr 2011 engagiert sich ihre Tochter für das Bekanntwerden des Werkes ihrer Mutter. Der zu diesem Zweck gegründete Verein Rota Blanck e.V. veranstaltet eine Reihe von Ausstellungen und es sind zwei Kataloge zum Werk und Leben der Künstlerin erschienen.

## Werk
Nahezu unbemerkt von direktem Umfeld und der Öffentlichkeit schuf Rota Blanck  ein immenses Gesamtwerk. Es reicht von meisterhaften bildhauerischen Arbeiten über Keramik und Collagen bis zu feinsten Zeichnungen, die zu ihren Lebzeiten so gut wie nie ausgestellt wurden. Ihr Wohnhaus verwandelte sich im Laufe der Jahre  mehr und mehr in ein Künstlerhaus. Dieses Künstlerhaus hat nach ihrem plötzlichen Tod im Dezember 2011 auch bei Kunstexperten wie Frank Günter Zehnder einen bleibenden Eindruck hinterlassen, wie er es im Katalog „Ein Werkportrait“ beschreibt.
Das im wahrsten Sinne des Wortes 'In der Verborgenheit' entstandene Werk spiegelt die Begabung, Entwicklung, Notwendigkeiten und Ziele der Künstlerin in den verschiedenen Lebensphasen wider. Wenig durch den Blick der Öffentlichkeit, gestört zeigen sich die sehr persönlichen Aspekte im Ausdruck.
Ihre kreative Begabung und Präzision beim Arbeiten zeigt sich bereits beim Studium an der TIS, wo sie mit einem Stipendium ausgezeichnet wird, das ihr ermöglicht nach Paris zu fahren und die Werke großer Künstler direkt betrachten und studieren zu können.
Neben der kreativen Begabung zeigt sich auch die talentierte Handwerkerin, die zunächst die praktischen Techniken und geistigen Hintergründe erlernt und später in neuem Gewand in eigenen Schaffensprozessen neu zusammensetzt. Die Zeitlosigkeit der Druckmusterentwürfe zeigt sich 2018 nochmals, als anlässlich der Ausstellung 'Druckmuster' ein Kleid aus einem eigens dafür mit einem der Druckmuster bedruckten Stoff hergestellt wird.

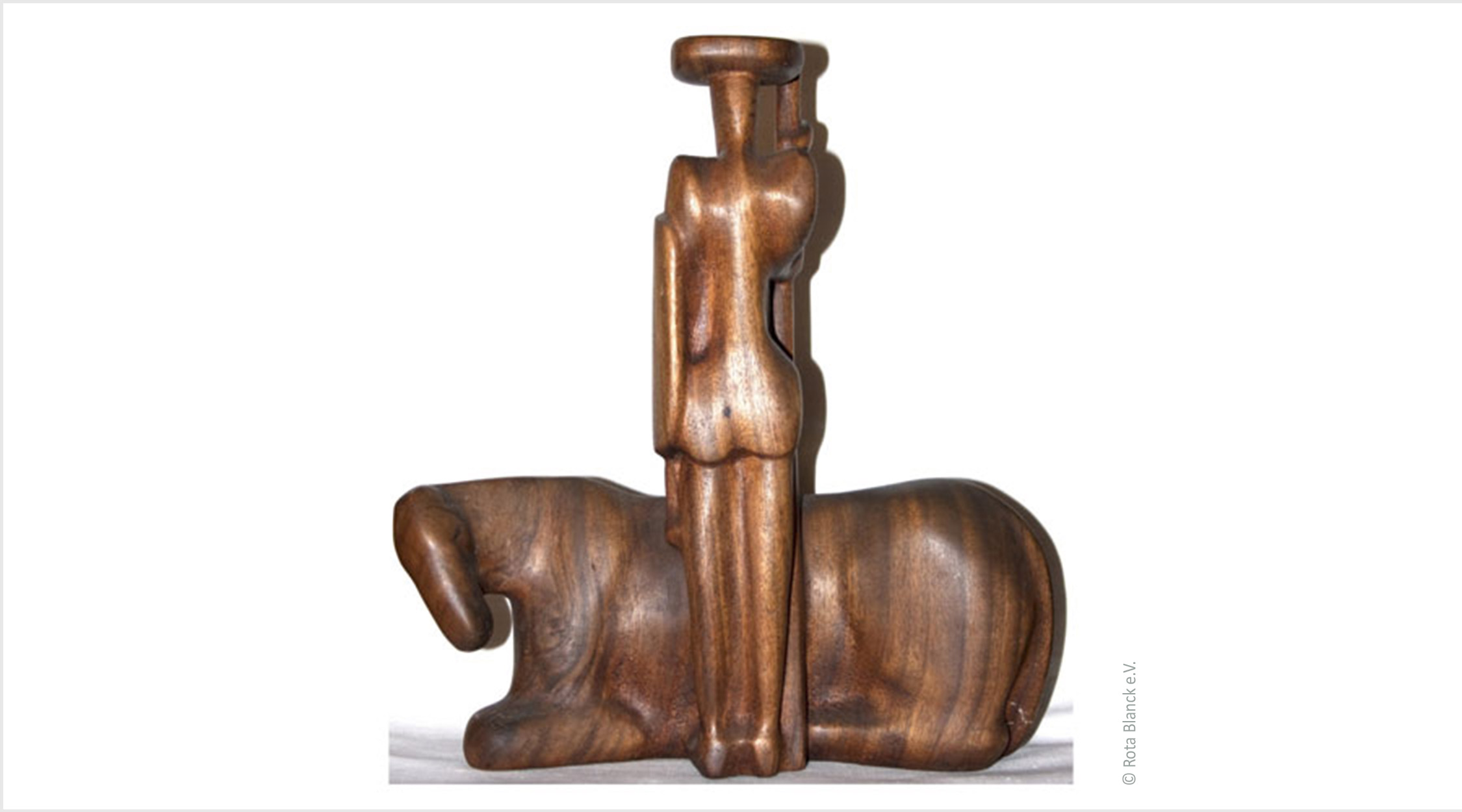
Don Quichotte

Besonders in ihren frühen Werken findet man deutliche Hinweise auf Rota Blancks Lehrer an der Berliner Akademie und auf Künstler, die sie bewundert hat. Der Don Quichotte zeigt in Material und Ausdruck Hinweise auf Ewald Mataré, in den Reliefs (deren flache Ausführungen auch die Verwendung als Druckstock ermöglichen) und den bildhauerischen Arbeiten in Holz und Stein auf Alfred Sabisch, Wil Frenken und  Paul Dierkes.
Zeit Lebens blieb Rota Blanck offen für zeitgenössische Kunstströmungen und integrierte augenzwinkernd Ausdruck, Material und Technik, folgte aber nie dem allgemeinen Mainstream, sondern setzte die Dinge und Aspekte neu zusammen. Durch ihr Können auf vielen Ebenen wird sie dem verwendeten Material gerecht und hebt seine typischen Charakteristika hervor.
In ihrem Werk beginnt Rota Blank mit natürlicher Figürlichkeit, abstrahiert mehr und mehr, um dann mit ihren materialübergreifenden Techniken zur - nicht natürlichen - Figürlichkeit zu finden. So gegensätzlich wie ihre Themen sind auch die Techniken und Materialien: flächig - plastisch, natürlich - abstrakt, wertvolle Materialien - Weggeworfenes, Organisches - Hergestelltes. Die Material- und Aspektkombinationen ermöglichen es nur begrenzt, die Werke Kategorien zuzuordnen.

## Galerien

Bilder
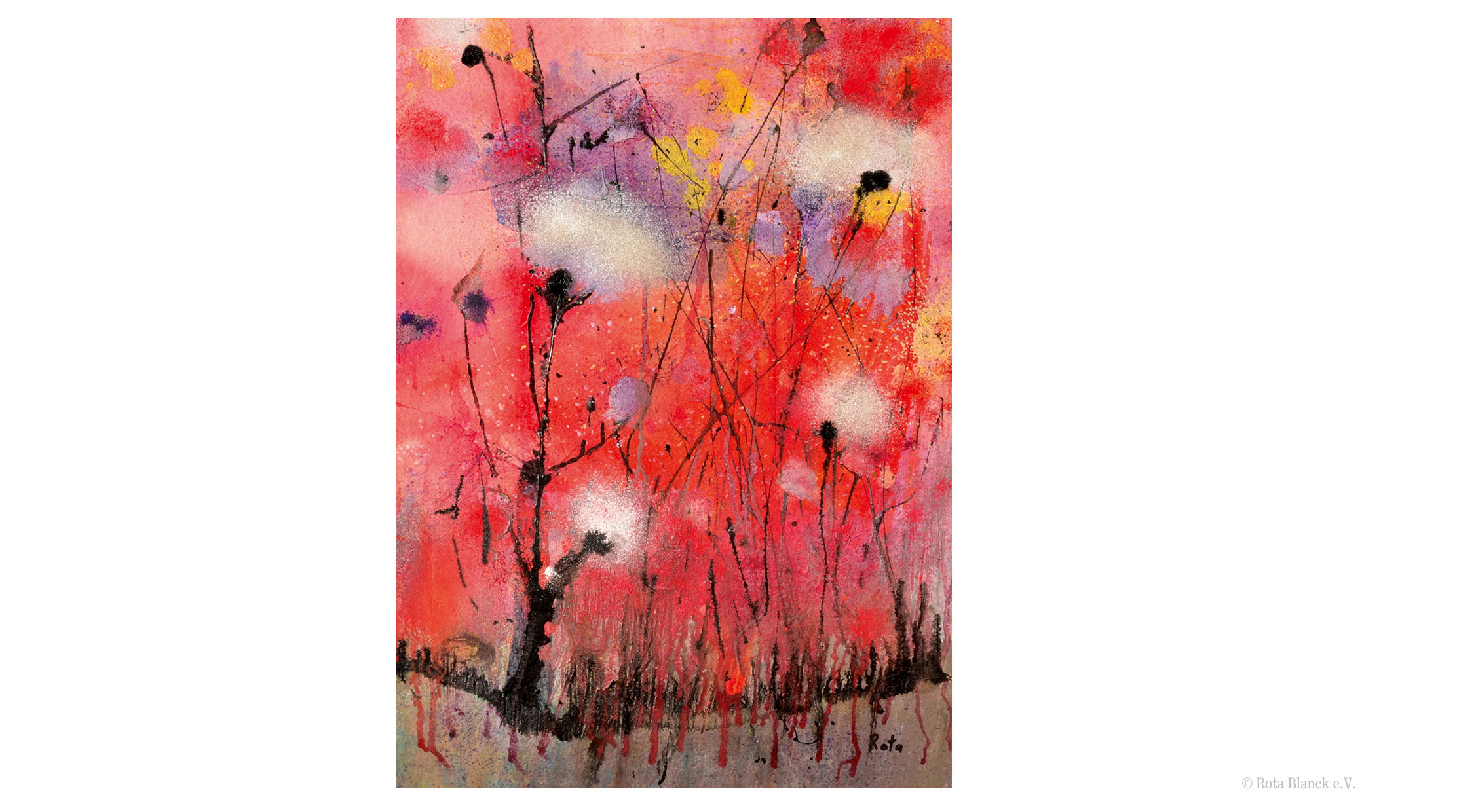
Ohne Titel
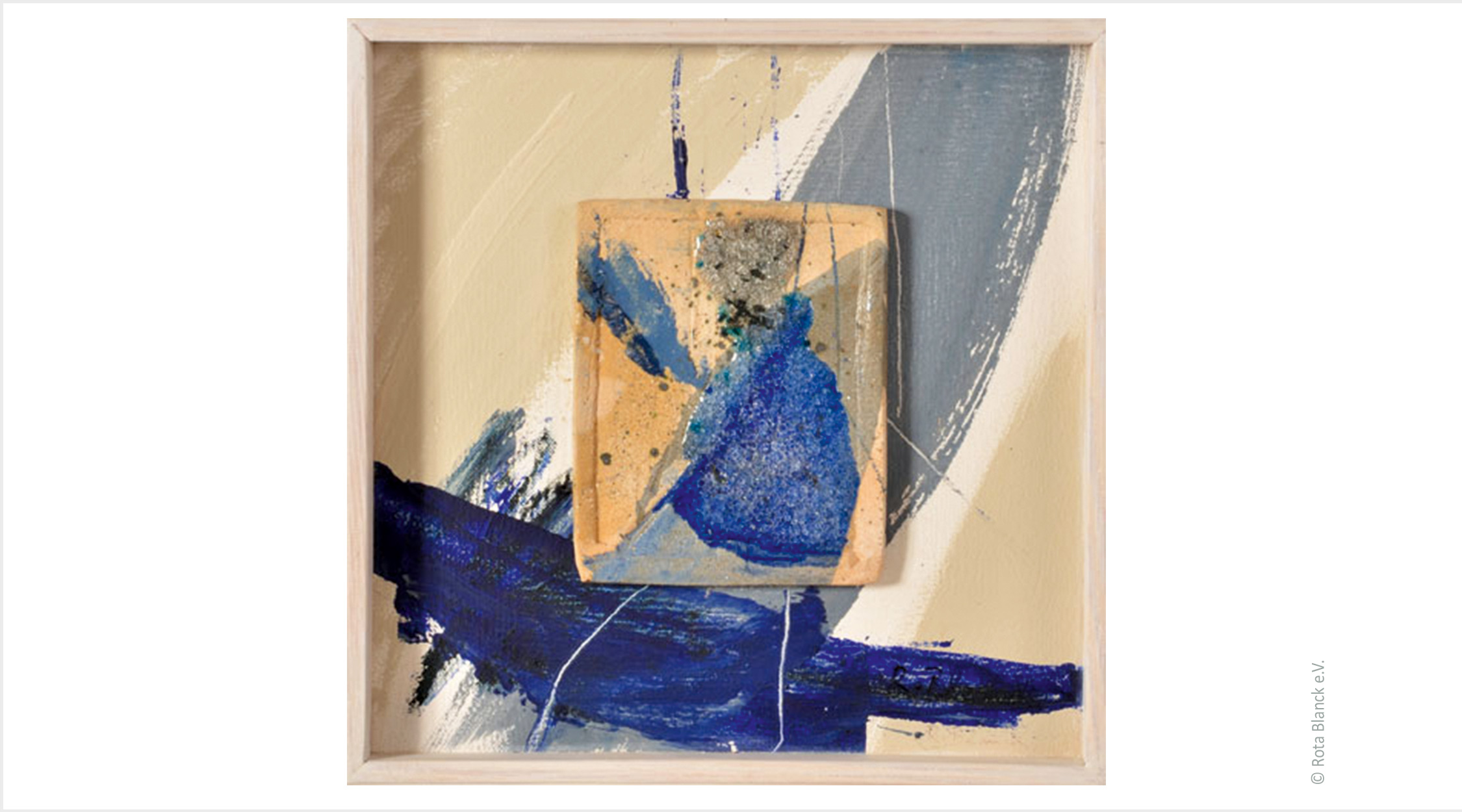
Ohne Titel
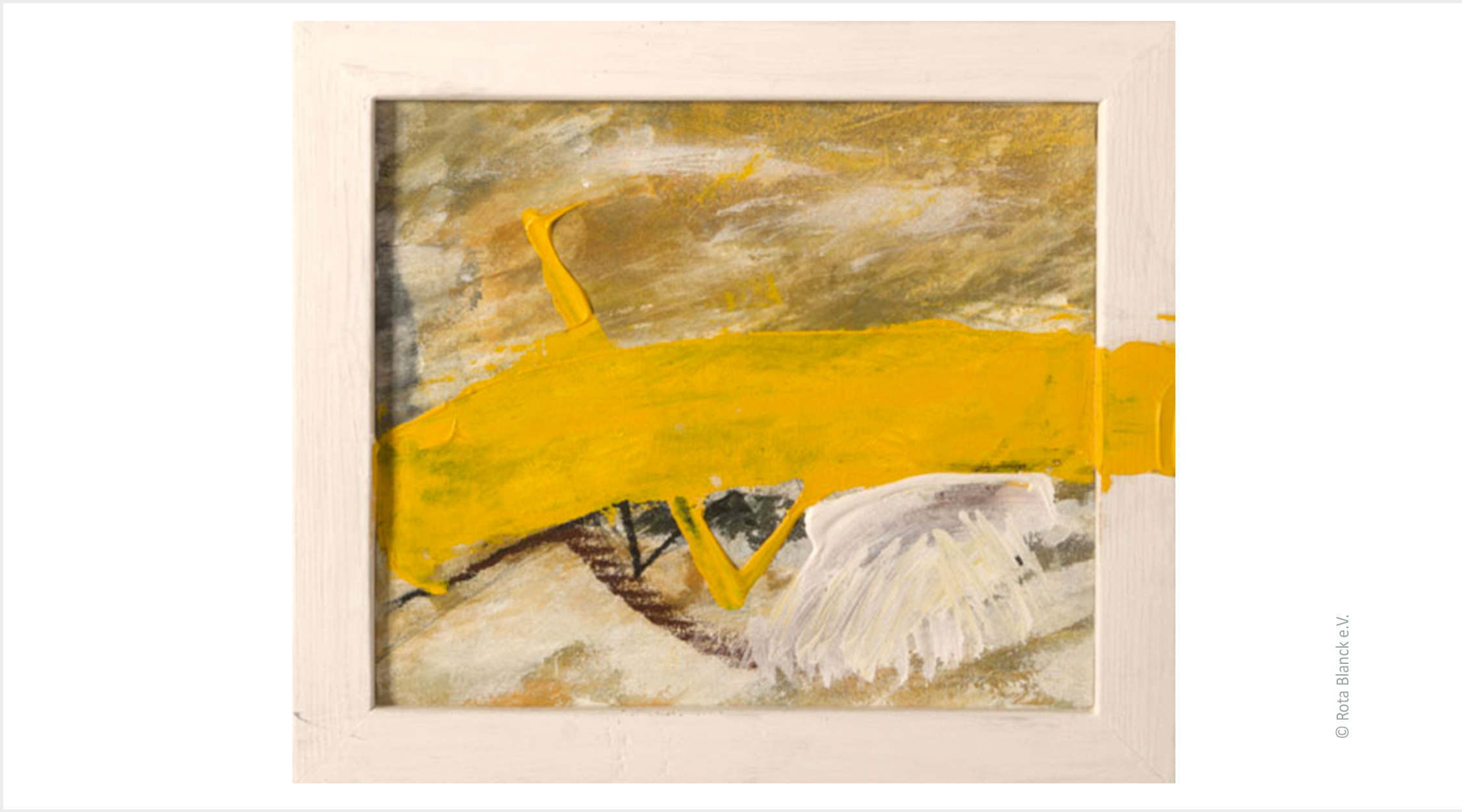
Ohne Titel
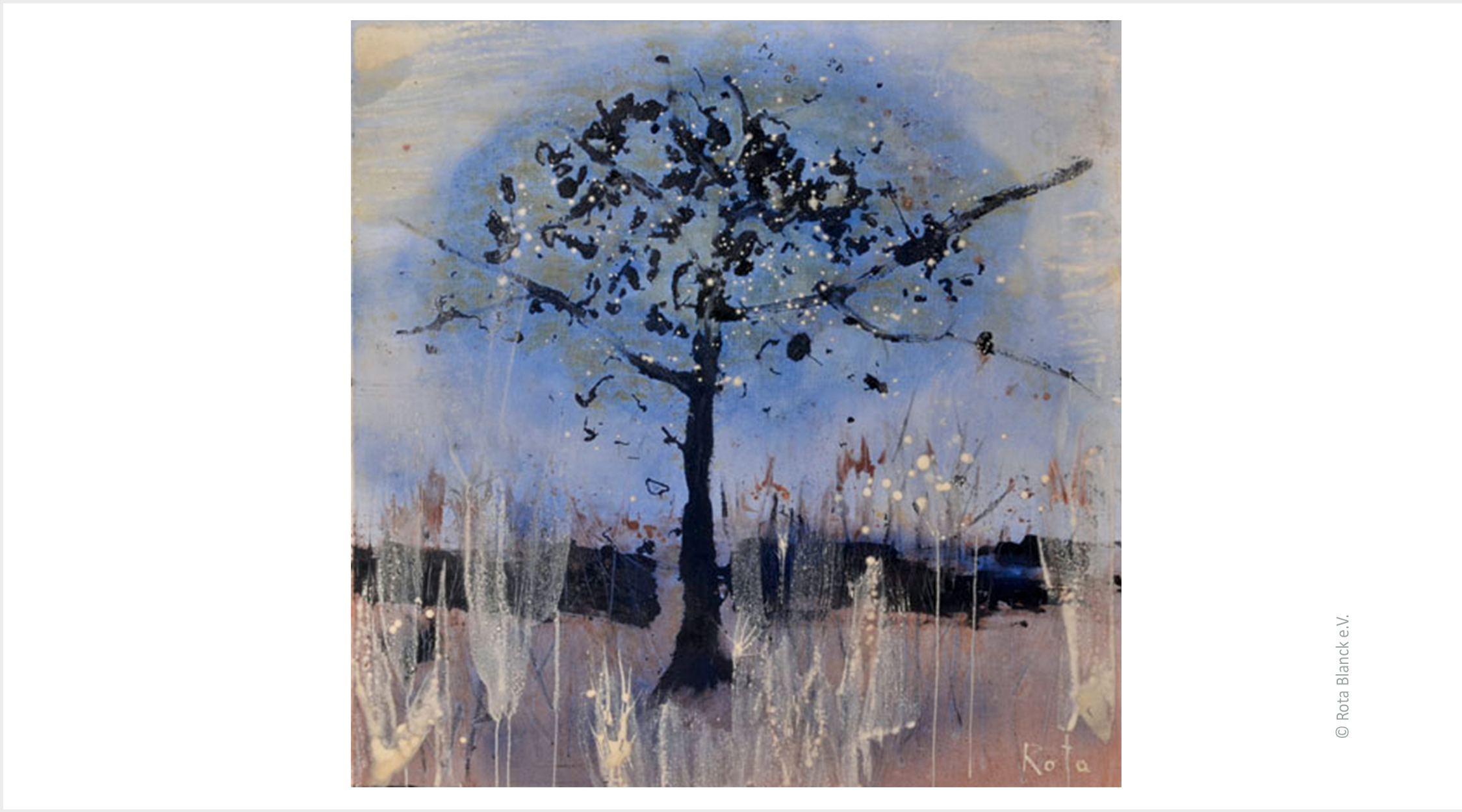
Ohne Titel

Druckmuster
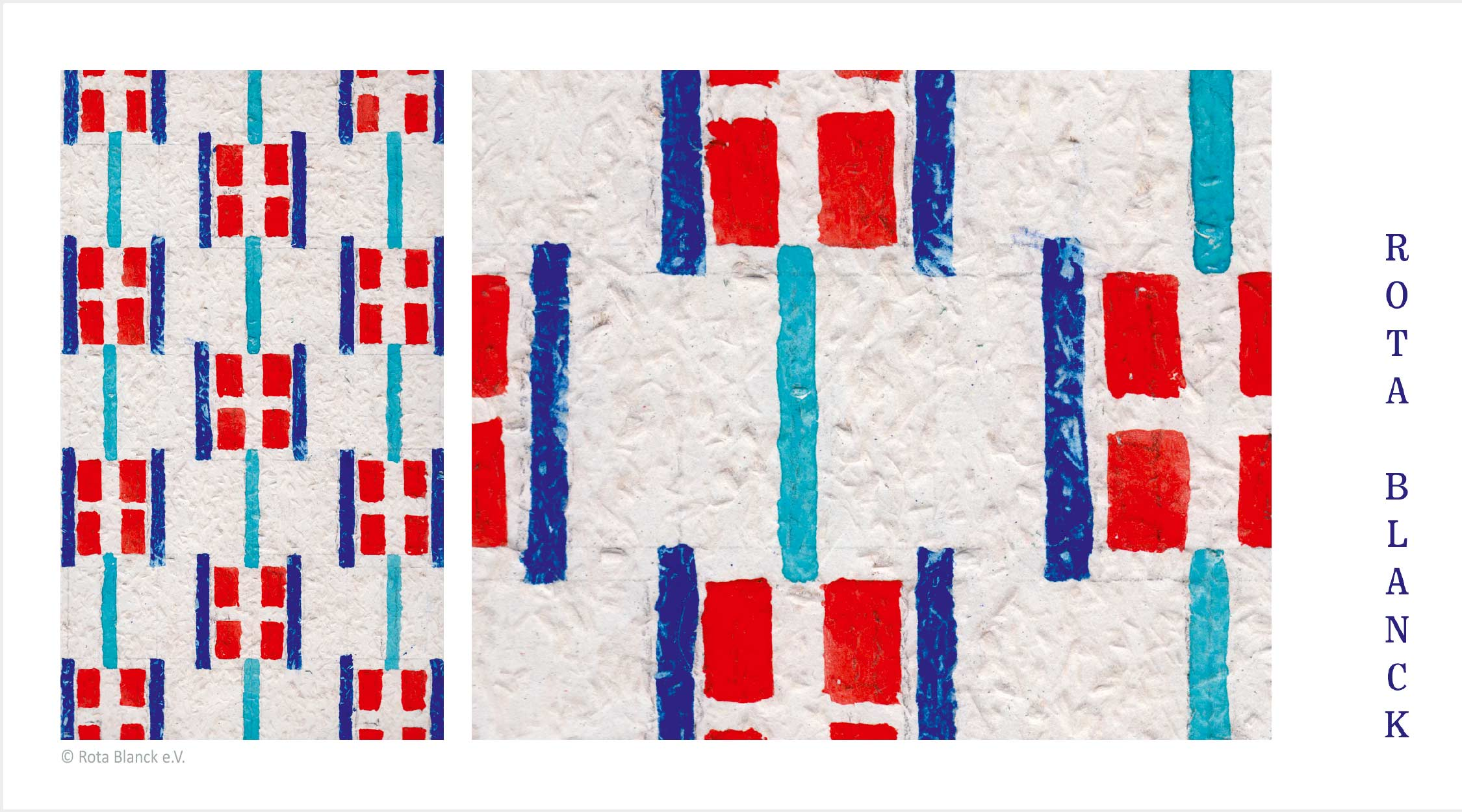
Druckmuster
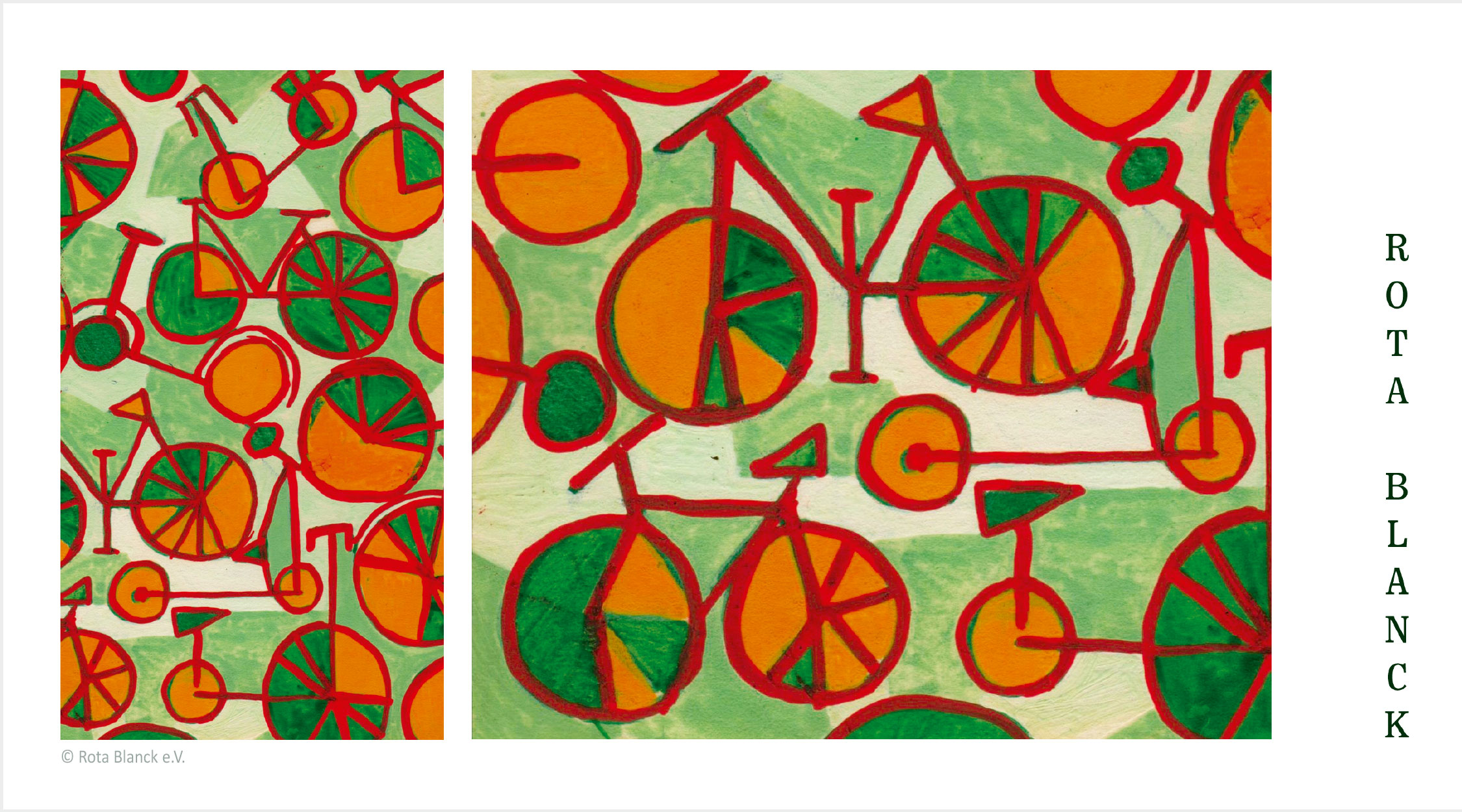
Druckmuster
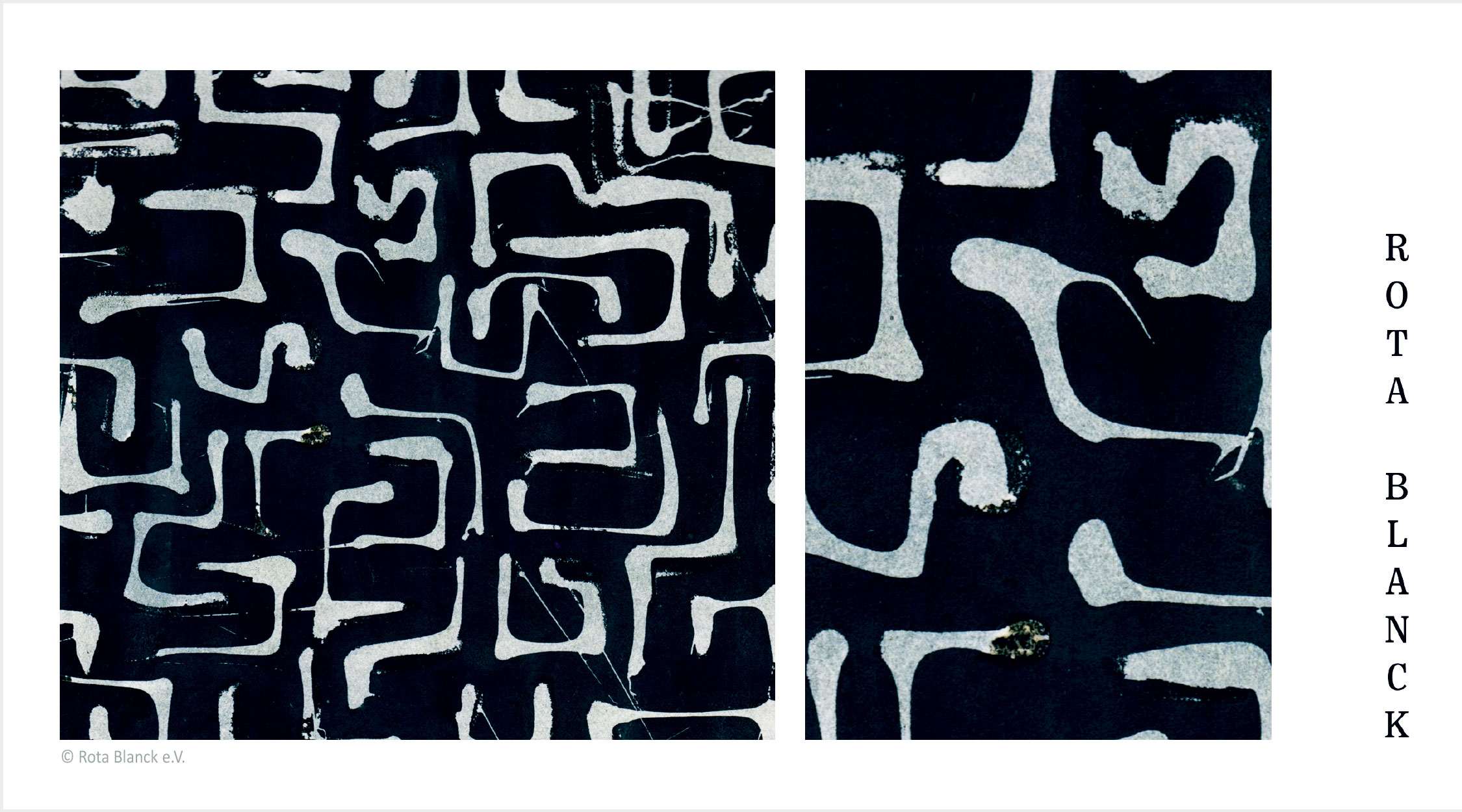
Druckmuster
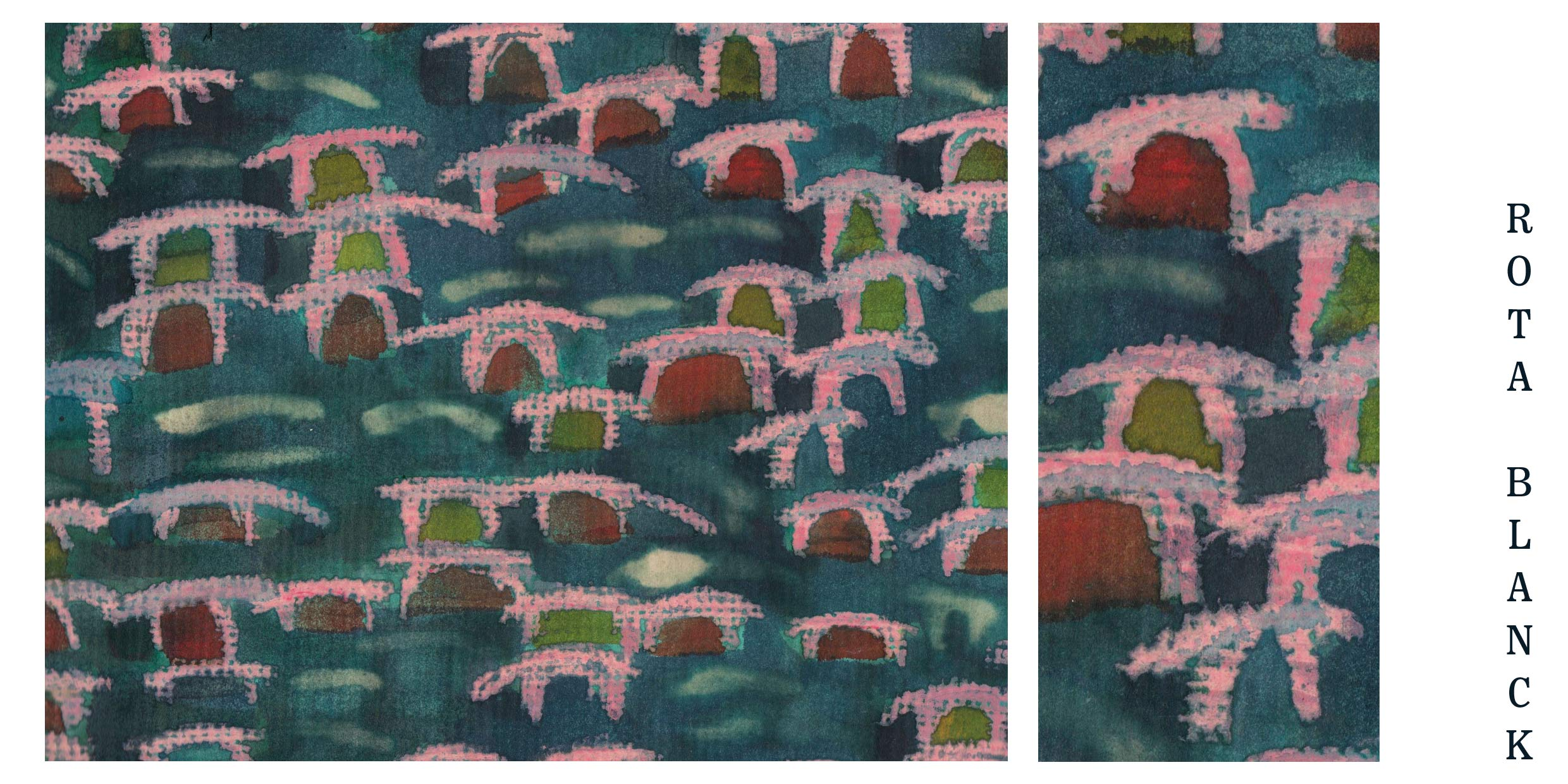
Druckmuster

Frühe Arbeiten
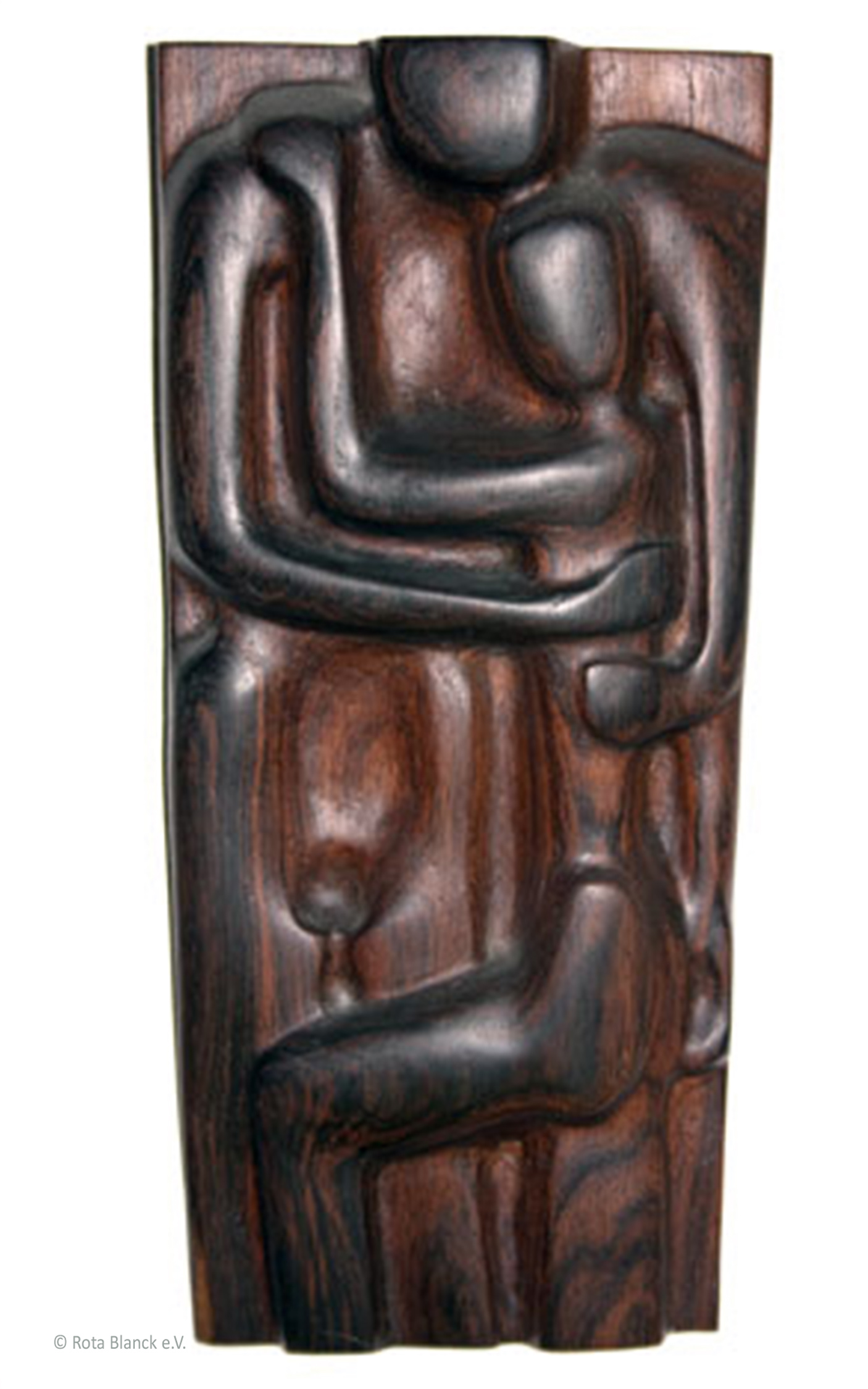
Relief
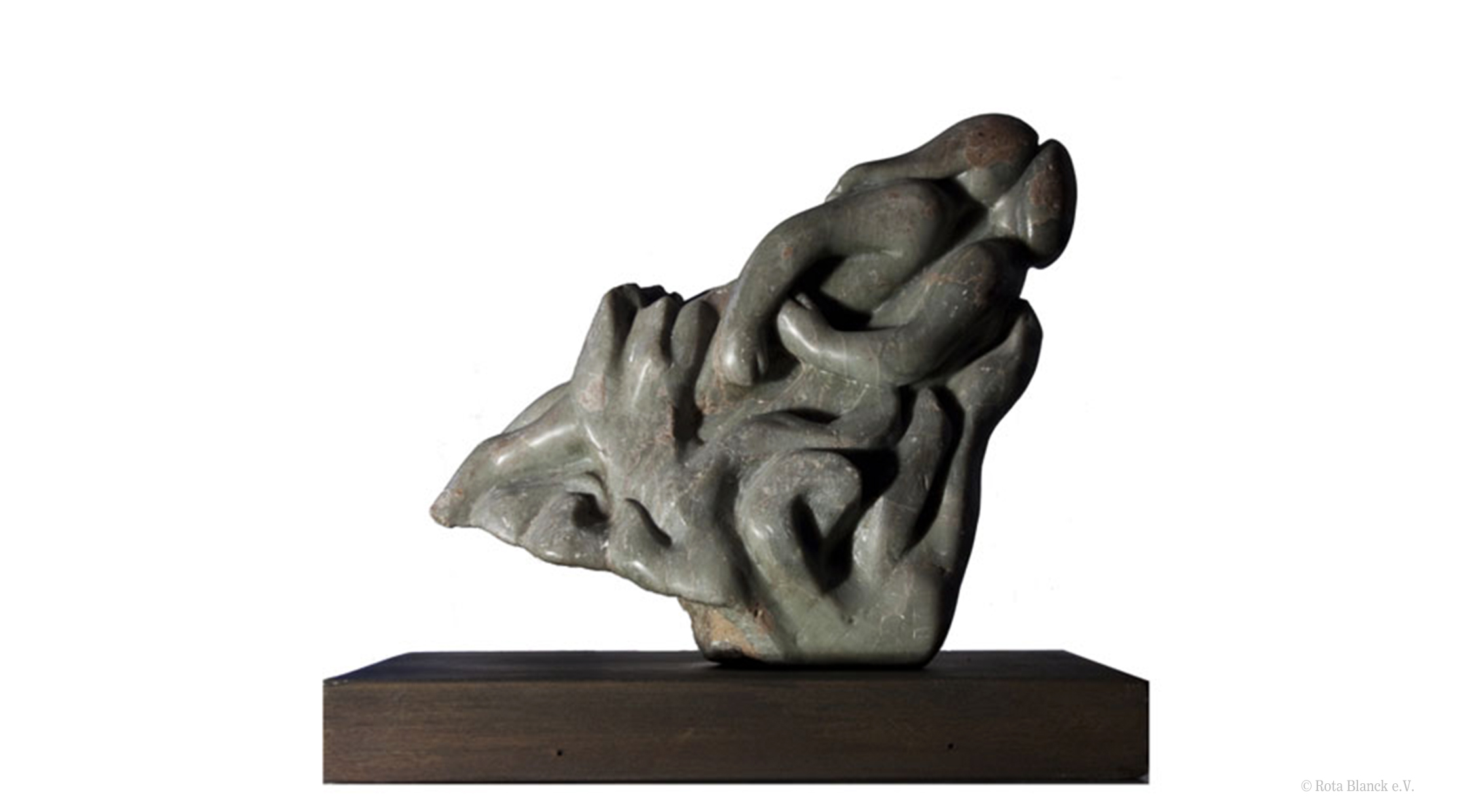
Die Liebenden
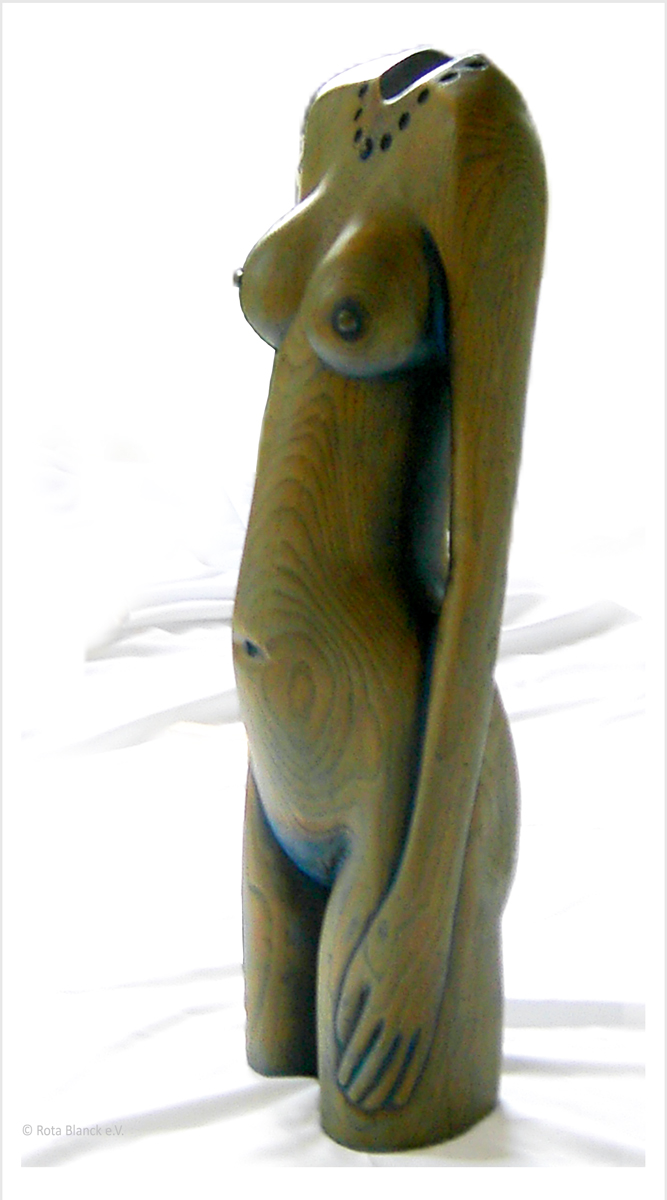
Weiblicher Torso
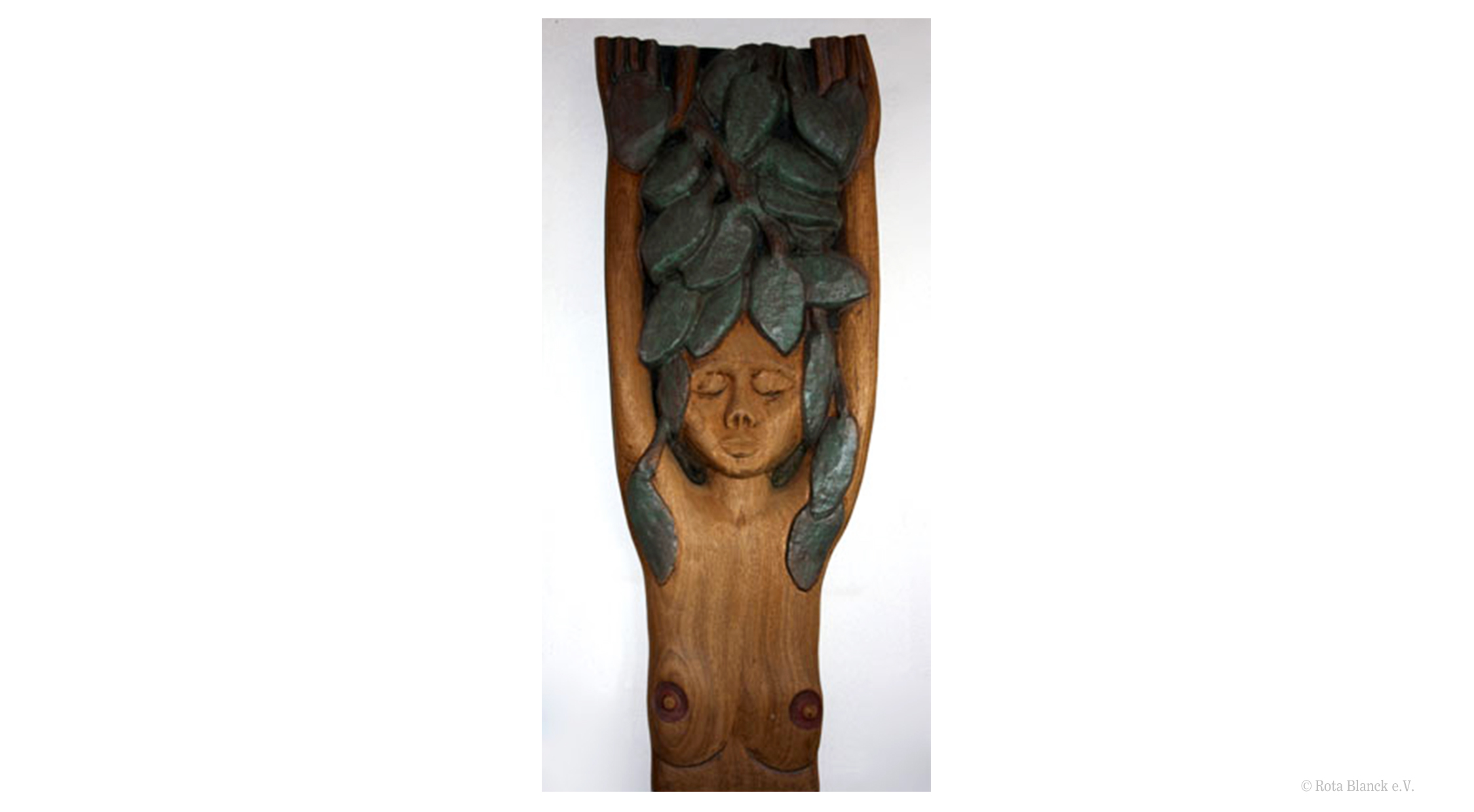
Daphne

Skulpturen
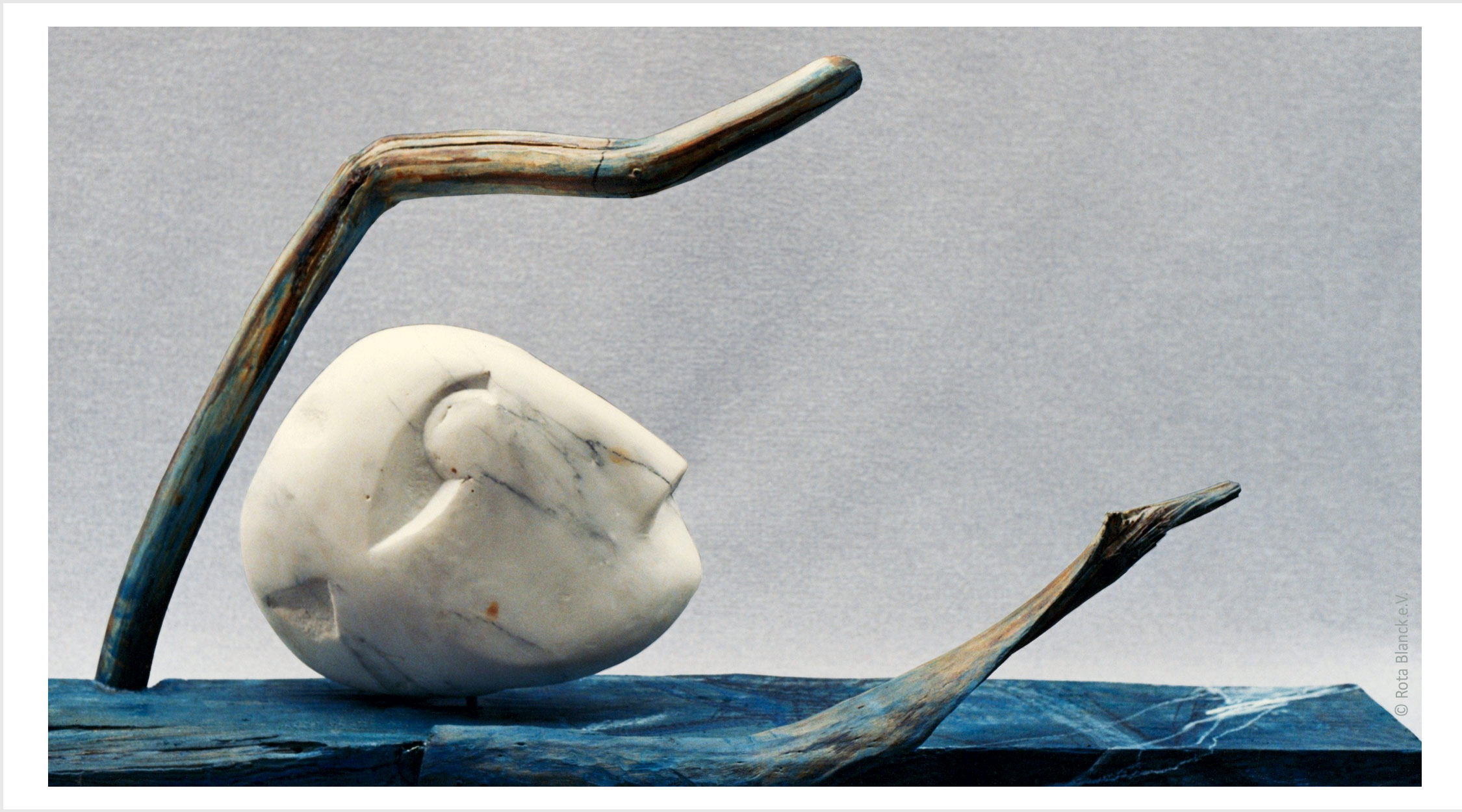
Schwimmer
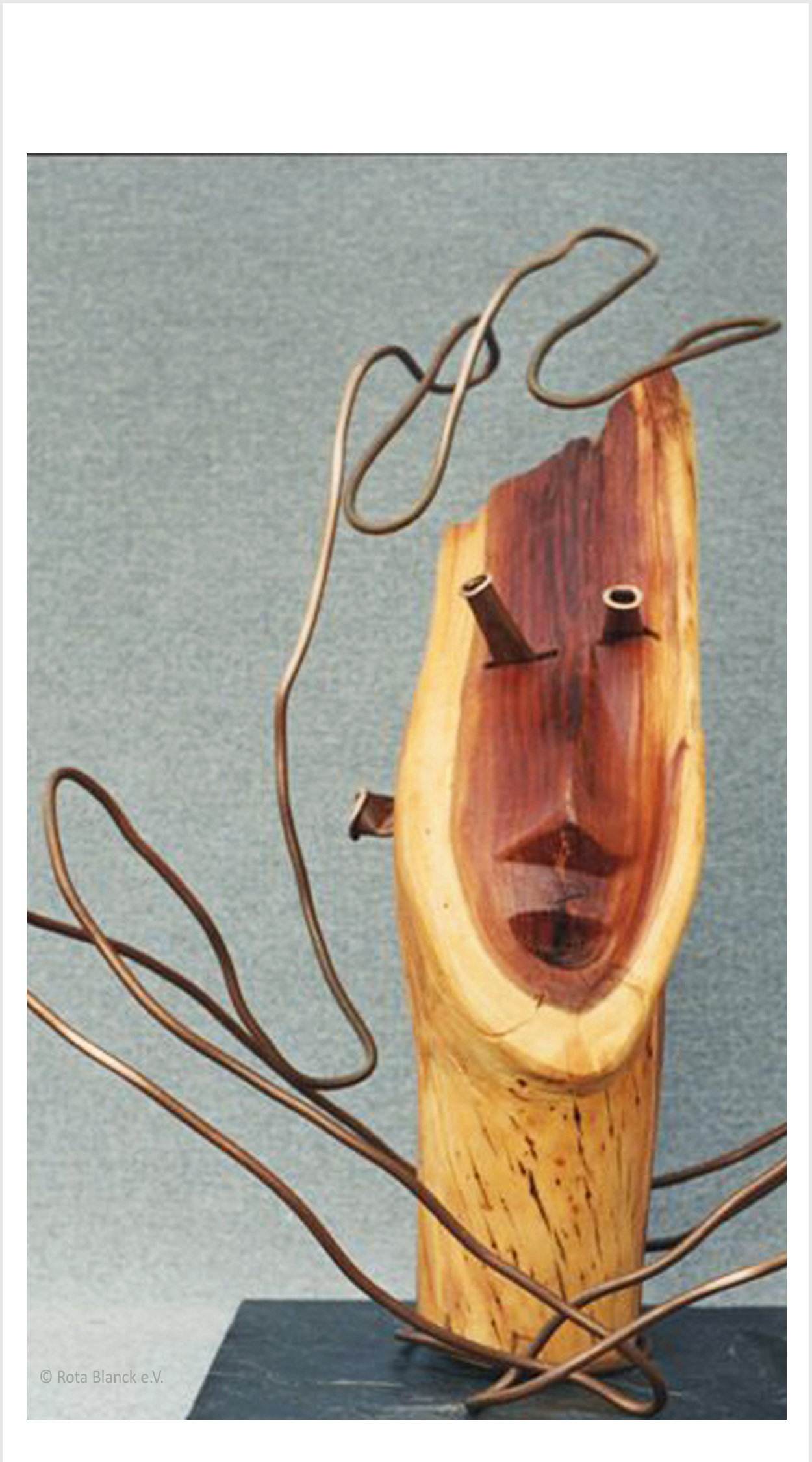
Kopf und Kragen
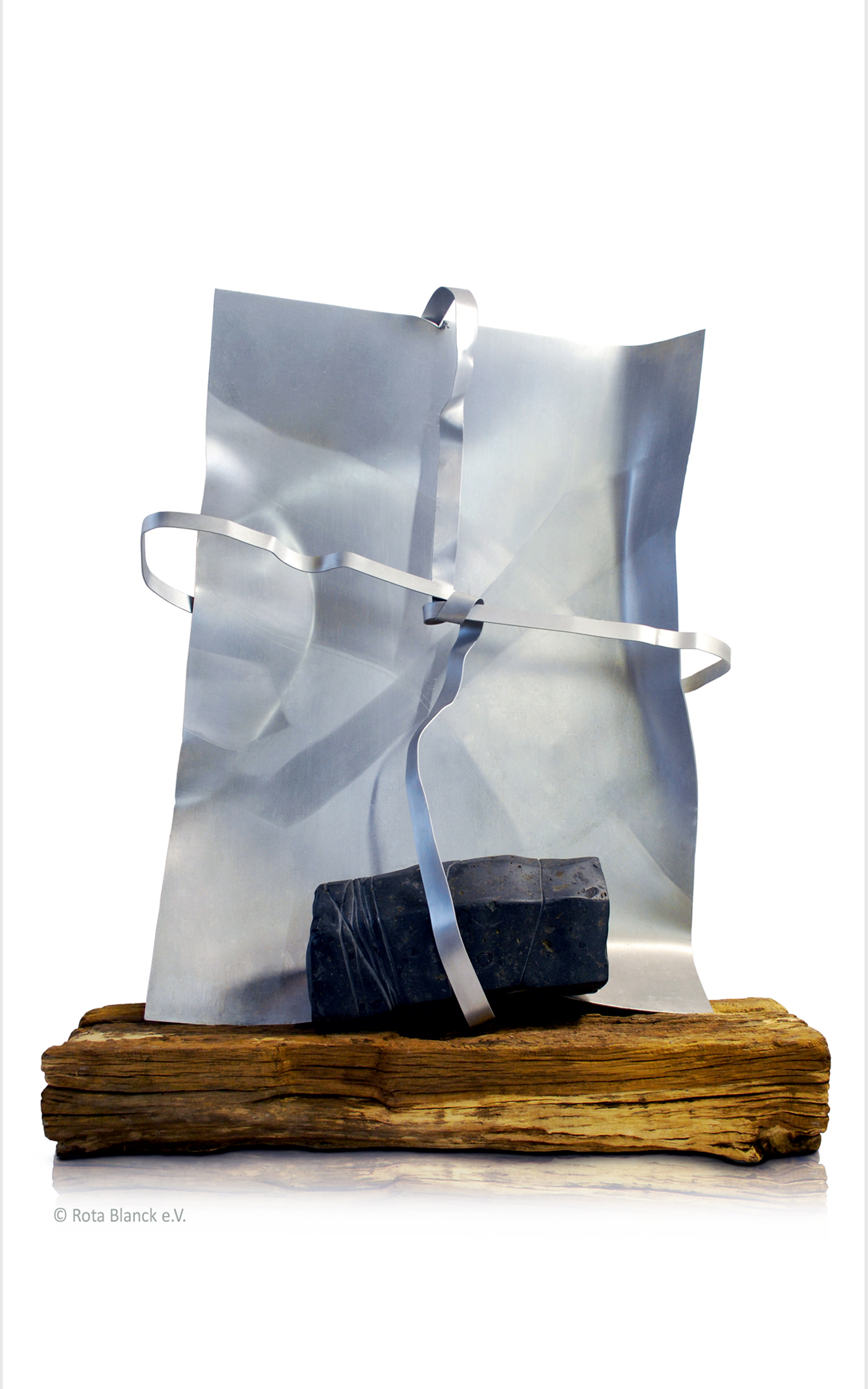
Verpackt
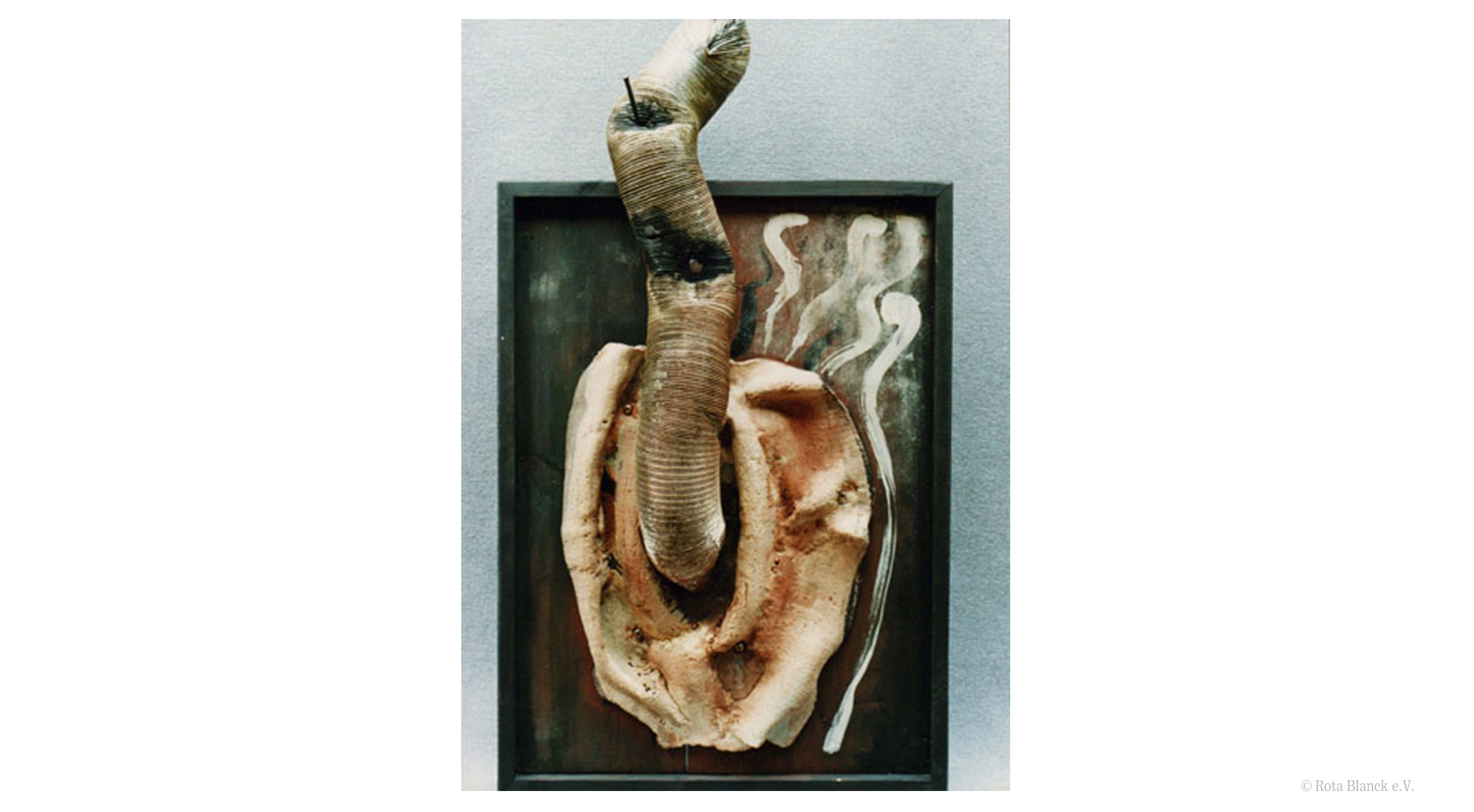
Rüssel

- Bilder
- Ohne Titel
- Ohne Titel
- Ohne Titel
- Ohne Titel

## Ausstellungen

### Ausstellungen zu Lebzeiten (Auswahl)
- 1985: Ausstellung der Plastiken und Skulpturen im Schulzentrum Much[3]
- 1984: Ausstellung mit Horst Janssen und Jens Cords in der Galerie von Carl Schulz in Königswinter/Stieldorf
- 1985: Gruppenausstellung bei H. Harth, mit L. Günther, F. Schönberger, Bonn
- 1990: Teilnahme an der Gruppenausstellung „Kunst im Rathaus“ in Asbach
- 1996: Teilnahme an der 10. Kunst- und Handwerkausstellung in Heimerzheim

### Ausstellungen postum (Auswahl)
- 2012: Nachlassvernissage im Künstlerhaus[4]
- 2013: Ausstellung im Künstlerhaus anlässl. Vereinsgründung
- 2014: Es ist was Du siehst, Städtisches Museum Kalkar
- 2015: Ohne Titel, Kunstflur Neuwied
- 2015: Kunst aus der Verborgenheit, Kurfürstliches Gärtnerhaus Bonn
- 2015: Finnissage im Künstlerhaus
- 2015: Rota Blanck - Ein Werkportrait, Museum der Niederrheinischen Seele Grevenbroich
- 2016: Stadtgalerie  Niederkassel
- 2018: Rota Blanck - Druckmuster, Galerie im Augustinum  Bonn, Druckmuster

Karten zu Ausstellungen postum
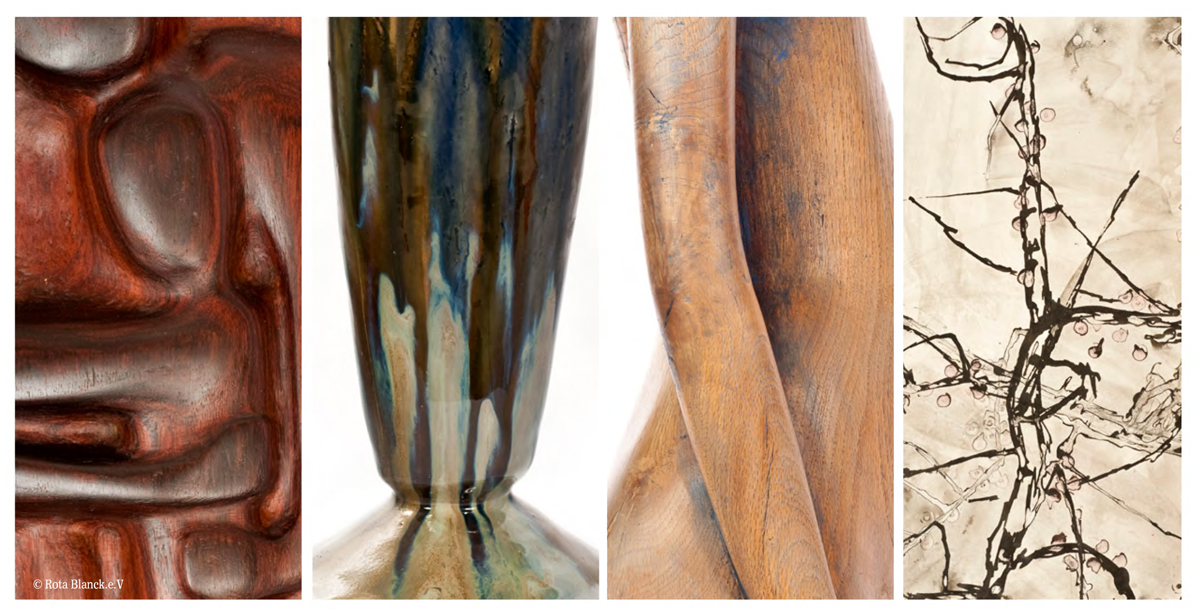
Es ist was Du siehst - Kalkar 2012
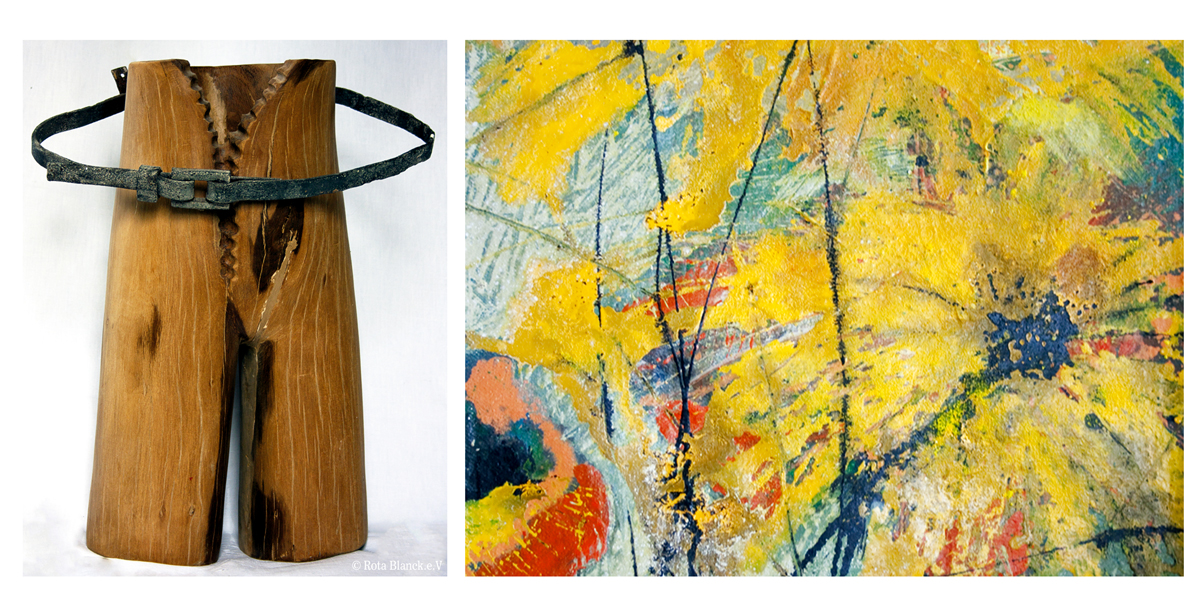
Kunst aus der Verborgenheit 2015
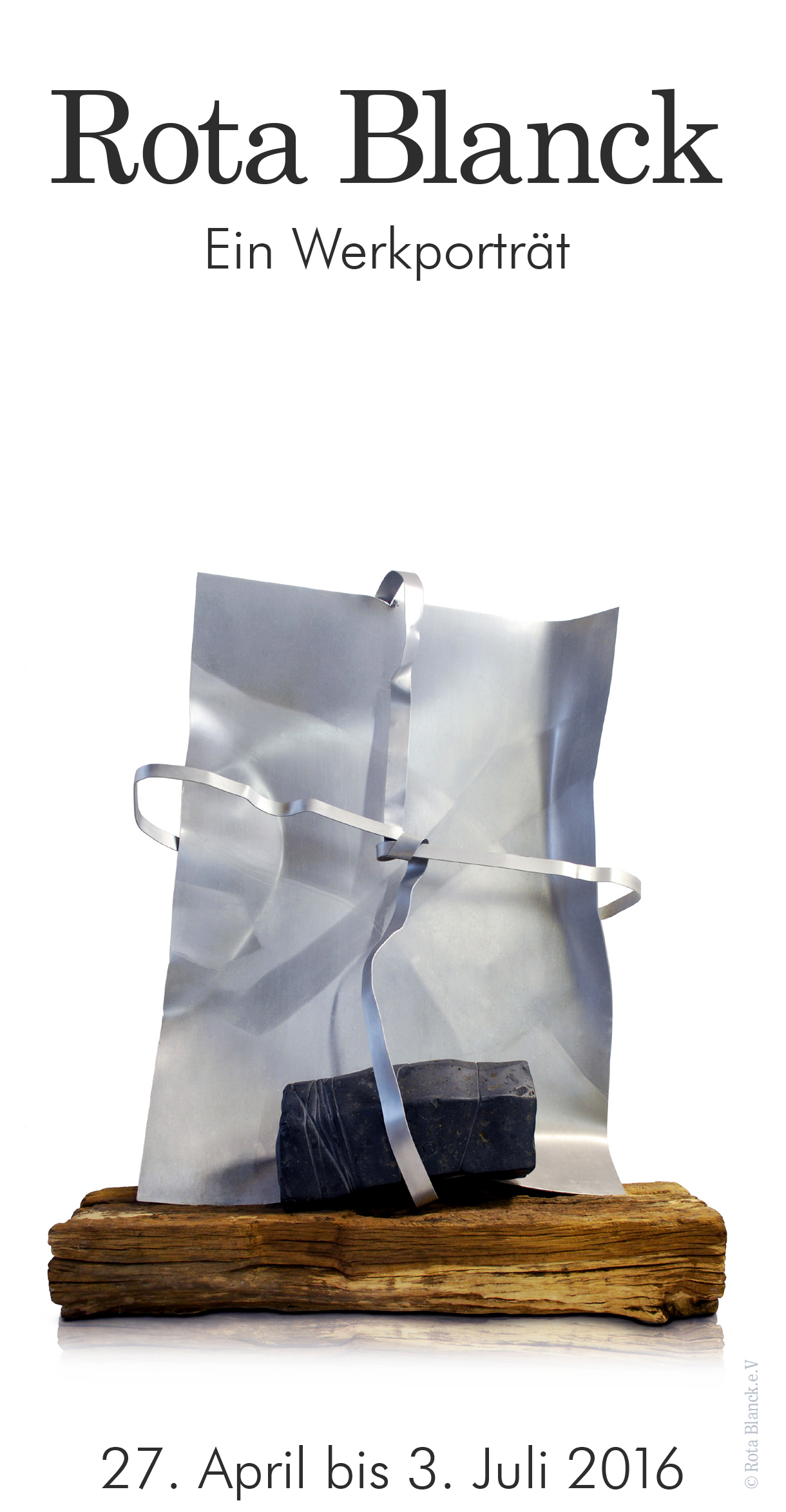
Ein Werkportrait - Grevenbroich 2016
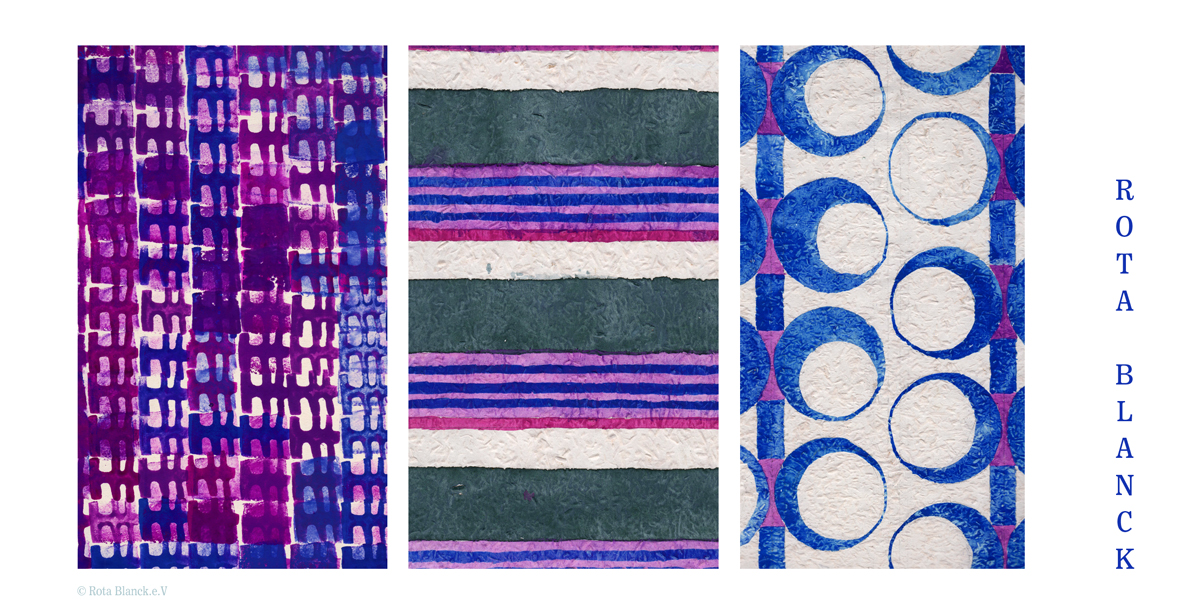
Rota Blanck Druckmuster 2018